# 櫻坂46 1st YEAR ANNIVERSARY LIVE 〜with Graduation Ceremony〜
『1st YEAR ANNIVERSARY LIVE ～with Graduation Ceremony～』（ファースト イヤー アニバーサリー ライブ ウィズ グラジュエーション セレモニー）は、日本の女性アイドルグループ・櫻坂46のライブBlu-ray/DVD。2022年10月19日にSony Recordsから発売された。
2021年12月9日・10日に日本武道館で開催されたライブ「1st YEAR ANNIVERSARY LIVE」から2日目の公演を映像化した、櫻坂46として初の映像商品である。

## リリース
完全生産限定盤・通常盤にそれぞれBlu-rayまたはDVDが付属する4形態での発売。
完全生産限定盤は三方背BOX仕様・豪華フォトブックレット付き・ポストカードセット6枚1セット（全46種を6枚ずつ8セットのうち1セット）封入。また、特典映像として舞台裏に密着したBehind the scenes・1日目の公演のみ披露した楽曲を収録。

## プロモーション
2022年10月18日から全国のCDショップでパネル展示が実施された。
発売日の2022年10月19日20時30分に、スペースシャワーTVの公式LINE LIVEにて本作の見所を語るスペシャル生配信・リリースパーティー番組が生配信され、グランジ・遠山大輔とはんにゃ・金田哲が出演した。
ダンサー/振付師・TAKAHIROによる本作の見所解説動画が、櫻坂46公式YouTubeチャンネルにて2022年12月31日までの期間限定で公開されている（#外部リンク参照）。

## 収録トラック
※Blu-ray/DVD共通。

### Disc1
1. Overture
2. BAN
3. 美しきNervous
4. 半信半疑
5. それが愛なのね
6. 偶然の答え
7. ブルームーンキス
8. 思ったよりも寂しくない
9. Microscope
10. On my way
11. ソニア
12. 無言の宇宙
13. ジャマイカビール
14. Dead end
15. なぜ 恋をして来なかったんだろう？
16. Buddies
17. Nobody's fault
18. 流れ弾
19. 守屋茜・渡辺梨加 Message
20. ここにない足跡 - 青空とMARRY
21. 青空が違う - 青空とMARRY
22. 櫻坂の詩

### Disc2
※完全生産限定盤のみ収録。
1. Behind the scenes of 1st YEAR ANNIVERSARY LIVE

#### Bonus Tracks -Day1-
1. Plastic regret
2. 最終の地下鉄に乗って
3. 君と僕と洗濯物

## ライブ
「1st YEAR ANNIVERSARY LIVE」は、櫻坂46の1stシングル『Nobody's fault』の発売から1周年を記念したライブ。2021年12月9日・10日に日本武道館で開催された。

### 主なできごと
1日目の公演で9月に休養を発表した一期生・小林由依が活動を再開。7月に行われた日向坂46との合同ライブ「W-KEYAKI FES. 2021」以来、約5か月ぶりのステージ復帰となった。これによって、MV撮影以来となるシングル曲「流れ弾」のフルメンバーでの披露が実現した。
2日目のアンコールで一期生・守屋茜と渡辺梨加の卒業セレモニーが行われた。ライブで卒業セレモニーが行われるのは改名前を通じて初。また、欅坂46時代のユニット・青空とMARRY（守屋茜・渡辺梨加・渡邉理佐・菅井友香）が復活し、「ここにない足跡」「青空が違う」の2曲を披露した。欅坂46時代の楽曲を披露するのは2020年10月の改名後初。